# Reprezentacja Argentyny w rugby 7 mężczyzn

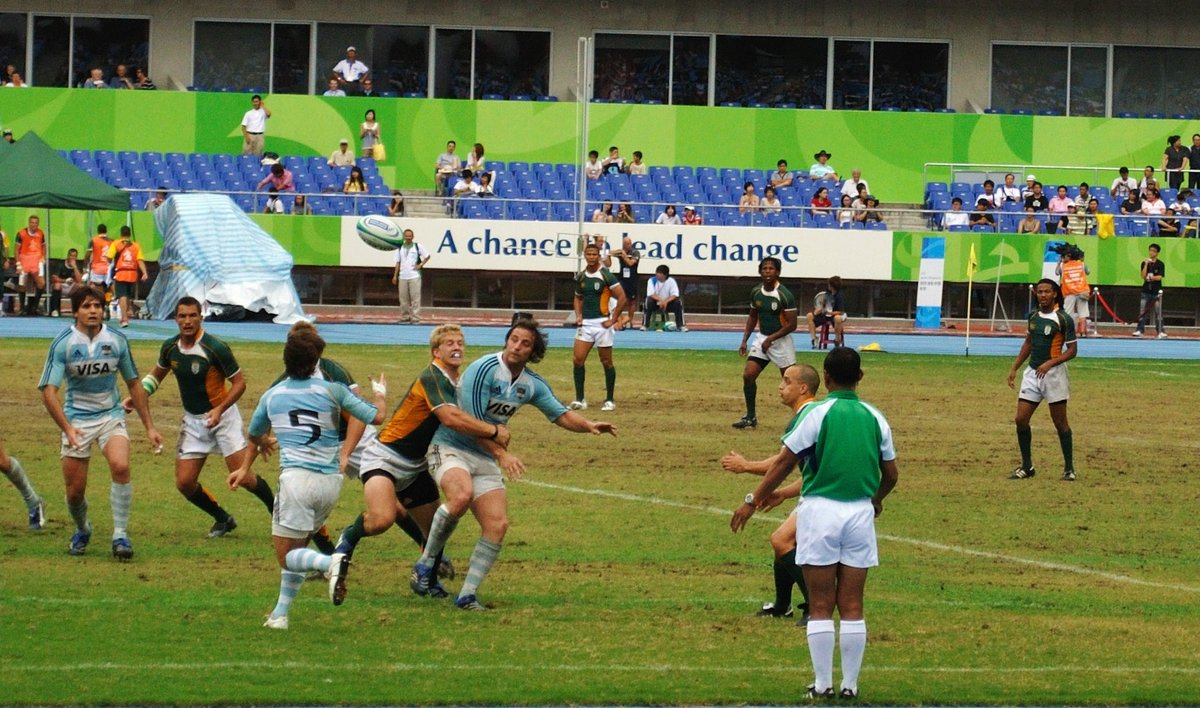
Mecz Argentyna–RPA na World Games 2009

Reprezentacja Argentyny w rugby 7 mężczyzn – zespół rugby 7, biorący udział w imieniu Argentyny w meczach i sportowych imprezach międzynarodowych, powoływany przez selekcjonera, w którym mogą występować wyłącznie zawodnicy posiadający obywatelstwo tego kraju, mieszkający w nim, bądź kwalifikujący się ze względu na pochodzenie rodziców lub dziadków. Za jego funkcjonowanie odpowiedzialny jest Unión Argentina de Rugby, członek World Rugby oraz Sudamérica Rugby.
Reprezentacja od inauguracyjnych edycji uczestniczy w IRB Sevens World Series, na najniższym stopniu podium plasując się w sezonie 2003/2004, oraz w turnieju CONSUR Sevens, w którym nie triumfowali jedynie w 2012. Największy sukces w Pucharze Świata osiągnęła w 2009 docierając do finału. Również drugie miejsce Argentyńczycy zajęli w 2011 roku w pierwszym turnieju rugby 7 na igrzyskach panamerykańskich powtarzając to osiągnięcie cztery lata później.

## Turnieje

### Udział wigrzyskach olimpijskich
| Rok  | Wynik | Źródło |
| ---- | ----- | ------ |
| 2016 | 6.    |        |
| 2020 | 3.    |        |

### Udział wPucharze Świata
| Rok  | Wynik                      | Źródło |
| ---- | -------------------------- | ------ |
| 1993 | 9 (Plate)                  |        |
| 1997 | 13–16 (ćwierćfinały Plate) |        |
| 2001 | 3–4 (półfinały Cup)        |        |
| 2005 | 5–8 (ćwierćfinały Cup)     |        |
| 2009 | 2 (finał Cup)              |        |
| 2013 | 11–12 (półfinały Plate)    |        |
| 2018 | 5.                         |        |
| 2022 | 5.                         |        |

### Udział wWorld Rugby Sevens Series
| Rok       | Wynik |
| --------- | ----- |
| 1999/2000 | 7.    |
| 2000/2001 | 6.    |
| 2001/2002 | 7.    |
| 2002/2003 | 7.    |
| 2003/2004 | 3.    |
| 2004/2005 | 5.    |
| 2005/2006 | 6.    |
| 2006/2007 | 10.   |
| 2007/2008 | 6.    |
| 2008/2009 | 5.    |
| 2009/2010 | 7.    |
| 2010/2011 | 8.    |
| 2011/2012 | 7.    |
| 2012/2013 | 10.   |
| 2013/2014 | 9.    |
| 2014/2015 | 8.    |
| 2015/2016 | 5.    |
| 2016/2017 | 9.    |
| 2017/2018 | 7.    |
| 2018/2019 | 9.    |
| 2019/2020 | 9.    |
| 2020/2021 | –     |
| 2021/2022 | 4.    |
| 2022/2023 | 2.    |

### Udział wWorld Games
| Rok  | Wynik | Źródło |
| ---- | ----- | ------ |
| 2001 | –     |        |
| 2005 | 3.    |        |
| 2009 | 4.    |        |
| 2013 | 2.    |        |

### Udział wigrzyskach panamerykańskich
| Rok  | Wynik | Źródło |
| ---- | ----- | ------ |
| 2011 | 2.    |        |
| 2015 | 2.    |        |
| 2019 | 1.    |        |
| 2023 | 1.    |        |

### Udział wCONSUR Sevens
| Rok  | Wynik |
| ---- | ----- |
| 2006 | 1.    |
| 2007 | 1.    |
| 2008 | 1.    |
| 2009 | 1.    |
| 2010 | 1.    |
| 2011 | 1.    |
| 2012 | 2.    |
| 2013 | 1.    |
| 2014 | 1.    |
| 2015 | 1.    |
| 2019 | 1.    |
| 2020 | 1.    |
| 2021 | –     |
| 2022 | 2.    |
| 2023 | –     |